# Carnegia impar
Carnegia impar är en fjärilsart som beskrevs av Aurivillius 1899. Carnegia impar ingår i släktet Carnegia och familjen påfågelsspinnare. Inga underarter finns listade i Catalogue of Life.